# Djabir Saïd-Guerni
Aïssa Djabir Saïd-Guerni  (né le 29 mars 1977 à Alger) est un athlète algérien, spécialiste du 800 mètres. Il compte à son palmarès un titre de champion du monde et trois titres de champion d'Afrique. Il est par ailleurs l'ancien détenteur du record d'Algérie du 800 m en 1 min 43 s 09 battu par Taoufik Makhloufi.

## Biographie
Il commence l'athlétisme à l'âge de 13 ans et se révèle rapidement sur les distances du demi-fond. Entrainé par son père, Zine Said-Guerni, il se distingue en 1997 aux Jeux panarabes de Beyrouth en remportant la médaille d'or du 800 m, la médaille de bronze du 1 500 m ainsi que le titre du relais 4 × 400 m.et une médaille de bronze lors des jeux méditerranéens de bari sur 800 m.
Troisième des championnats d'Afrique 1998 sur 800 m, il remporte l'année suivante la médaille de bronze des championnats du monde, à Séville en Espagne, devancé par le Danois Wilson Kipketer et le Sud-africain Hezekiél Sepeng. aussi il remporte la médaille d'or aux jeux mondiaux militaire  de Zagreb,En fin de saison 1999, à Bruxelles, il établit un nouveau record d'Algérie du 800 m en 1 min 43 s 09. Il se classe deuxième des Jeux africains de Johannesburg, derrière le kényan Japheth Kimutai.
En 2000, au cours des championnats d'Afrique se déroulant sur son sol, à Alger, Djabir Saïd-Guerni remporte le titre continental du 800 m dans le temps de 1 min 45 s 88, devant le Sud-africain Mbulaeni Mulaudzi, et signe un nouveau succès dans cette compétition en enlevant le titre du relais 4 × 400 m. En septembre, il participe aux Jeux olympiques de 2000, à Sydney, où il parvient à monter sur la troisième marche du podium, en trainant une blessure a la cuisse droite, il est devancé par l'Allemand Nils Schumann et le Danois Wilson Kipketer.
L'Algérien conserve son titre continental du 800 m lors des championnats d'Afrique 2002, à Radès en Tunisie, en s'imposant devant William Yiampoy et Mbulaeni Mulaudzi. Sélectionné dans l'équipe d'Afrique lors de la coupe du monde des nations de Madrid, il se classe deuxième de l'épreuve du 800 m, derrière l'Espagnol Antonio Manuel Reina.
Il établit la meilleure performance de sa carrière en 2003 lors des championnats du monde de Saint-Denis en remportant le titre mondial du 800 m, devant le Russe Yuriy Borzakovskiy et le Sud-africain Mbulaeni Mulaudzi, au terme d'une course tactique (1 min 44 s 81).
Il se classe septième des Jeux olympiques de 2004 et cinquième des championnats du monde 2005.
Il met un terme à sa carrière à l'issue de la saison 2006.

## Palmarès
| Date | Compétition                    | Lieu              | Résultat | Épreuve   | Performance   |
| ---- | ------------------------------ | ----------------- | -------- | --------- | ------------- |
| 1994 | Championnats d'Afrique juniors | Alger             | 8th      | 1500 m    | 3:59.00       |
| 1994 | Championnats d'Afrique juniors | Alger             | 2e       | 4 × 100 m | 41.58         |
| 1997 | Jeux panarabes                 | Beyrouth          | 1er      | 800 m     | 1min 46 s 84  |
| 1997 | Jeux panarabes                 | Beyrouth          | 1er      | 4 × 400 m | 3 min 05 s 59 |
| 1997 | Jeux méditérannéens            | Bari              | 3e       | 800 m     | 1 min 47 s 76 |
| 1997 | Universiade                    | Catania           | 6e       | 800 m     | 1 min 49 s 41 |
| 1998 | Championnats d'Afrique         | Dakar             | 3e       | 800 m     | 1 min 46 s 31 |
| 1999 | Universiade                    | Palma de Majorque | 4e       | 800 m     | 1 min 46 s 75 |
| 1999 | Championnats du monde          | Séville           | 3e       | 800 m     | 1 min 44 s 18 |
| 1999 | jeux mondiaux militaires       | Zagreb            | 1er      | 800 m     | 1 min 46 s 41 |
| 1999 | Jeux africains                 | Johannesburg      | 2e       | 800 m     | 1 min 45 s 32 |
| 2000 | Championnats d'Afrique         | Alger             | 1er      | 800 m     | 1 min 45 s 88 |
| 2000 | Championnats d'Afrique         | Alger             | 1er      | 4 × 400 m | 3 min 05 s 45 |
| 2000 | Jeux olympiques                | Sydney            | 3e       | 800 m     | 1 min 45 s 16 |
| 2002 | Championnats d'Afrique         | Radès             | 1er      | 800 m     | 1 min 45 s 52 |
| 2002 | Coupe du monde des nations     | Madrid            | 2e       | 800 m     | 1 min 44 s 03 |
| 2003 | Championnats du monde          | Paris             | 1er      | 800 m     | 1 min 44 s 81 |
| 2004 | Jeux olympiques                | Athènes           | 7e       | 800 m     | 1 min 45 s 61 |
| 2005 | Championnats du monde          | Helsinki          | 5e       | 800 m     | 1 min 45 s 31 |

### Records
| Épreuve | Épreuve   | Performance        | Lieu      | Date             |
| ------- | --------- | ------------------ | --------- | ---------------- |
| 800 m   | Plein air | 1 min 43 s 09 (NR) | Bruxelles | 3 septembre 1999 |
| 800 m   | Salle     | 1 min 47 s 68      | Gand      | 10 février 2002  |

## Vie privée
Djabir Saïd-Guerni se marie en 2000 avec l'escrimeuse Wassila Rédouane, avec laquelle il divorcera par la suite.